# Tuổi trung niên (phim truyền hình năm 2003)
 Tuổi trung niên  là một bộ phim TVB dài 20 tập. Phim có sự tham gia của Phương Trung Tín, Tiền Gia Lạc và Tưởng Chí Quang trong vai những người trung niên có vấn đề với phụ nữ, tình yêu và công việc...

## Tóm tắt nội dung
Bộ phim kể về ba người đàn ông ở độ tuổi bốn mươi, mới bắt đầu trải nghiệm và hiểu định nghĩa cuộc sống của họ: các vấn đề với phụ nữ, tình yêu, sự nghiệp và nhiều mối quan hệ khác trong cuộc sống. Mỗi người đều có một câu chuyện của riêng mình nhưng lại liên kết với hai nhân vật chính còn lại.

## Cốt truyện
Bản mẫu:Long plot
Ray, Vy Phúc Vinh (Phương Trung Tín) và những người bạn thân thời thơ ấu của anh ấy, Trần Bính Cơ (Tiền Gia Lạc) và La Gia Huy (Tưởng Chí Quang) trải qua những mối quan hệ khác nhau trong bộ phim này.

### Câu chuyện của Ray
Ray làm việc tại một công ty quảng cáo tên là AW. Sau đó, anh được thông báo rằng một đồng nghiệp mới, Kelly Quan Tử Kỳ (Xa Thi Mạn) sẽ gia nhập AW và anh đã coi cô ấy như kẻ thù của mình. Ray chưa bao giờ gặp cô trước đây, vì vậy khi anh gặp cô trong một cửa hàng tiện lợi, cô vừa chia tay bạn trai và rất xúc động. Ray khiến cô bình tĩnh lại và kể từ đó họ luôn tình cờ gặp nhau ở đó.
Một ngày khi YP, chủ sở hữu của AW, đang thuê người mới để giúp Kelly, Kelly xuất hiện. Ray nghĩ rằng cô ấy cần một công việc ở đó khi anh ấy nhìn thấy cô ấy nhưng sau đó anh ấy nhận ra rằng cô ấy là Kelly Quan khi họ tình cờ gặp YP. Họ đã va chạm rất nhiều trong công việc vì những bất đồng. Một ngày nọ, khi Kelly không vui và say xỉn, Ray muốn chở cô về nhà nhưng anh không biết cô sống ở đâu nên đã đưa cô đến một khách sạn và thuê một phòng.
Một trong những đồng nghiệp của họ đã nhìn thấy nó và lan truyền tin đồn khắp AW. Họ đã cố gắng tránh gặp nhau sau đó nhưng rồi họ được YP giao một công việc cùng nhau. Khách uống rượu nhiều và họ không biết phải làm thế nào với anh ta nên đã đưa anh ta đến thuê một phòng khách sạn. Khách hàng vô tình làm ướt áo Ray nên Ray phải cởi áo và giặt trong phòng tắm. Đột nhiên, có một đám cháy trong khách sạn và họ cùng khách hàng chạy ra ngoài nhưng sau khi đưa khách hàng của họ lên xe cứu thương, họ cố gắng thoát ra ngoài và bức ảnh của họ cuối cùng đã xuất hiện trên trang nhất của tạp chí. Sau tất cả những hiểu lầm đó, cuối cùng họ đã yêu nhau và chia tay.

### Câu chuyện của Cơ
Trai hư Trần Bính Cơ, ông chủ một trung tâm gia sư, chơi đùa với những cô gái mà anh gặp tại các quán bar cho đến một ngày anh nghe tin rằng người vợ đã bỏ anh 20 năm trước đột ngột quay trở lại. Anh bắt đầu tìm kiếm cô khắp nơi nhưng rồi một ngày, một cô gái lạ mặt, Tùng Tùng (Trần Tư Tề) xuất hiện tại trường anh và nói với anh rằng cô là con gái của anh.
Cơ bị sốc trước tin này nhưng vẫn nhận cô làm con gái của mình, nhưng Tùng không để tâm đến vô số bạn gái của anh. Tùng đã lên kế hoạch giả làm mẹ cô là Nguyễn Tiểu Mai (Dương Tư Kỳ) bằng cách gửi email cho Cơ bảo anh hãy quên cô đi và chuyển sang một mối quan hệ nghiêm túc khác. Cùng lúc đó, Yeung Ling (Dao Gia Ni), em họ của Siu Mei, yêu Cơ và Cơ cuối cùng cũng yêu cô. Vì vậy, họ đã cố gắng ở bên nhau nhưng hóa ra mọi chuyện không thành vì Cơ vẫn nhớ vợ đến mức anh không biết cô ấy đang sống hay đã chết. Ling nổi điên và bay sang Mỹ học tiếp.

### Câu chuyện của Huy
La Gia Huy, một diễn viên với những vai diễn nhỏ và ước mơ lớn, xuất thân từ một gia đình giàu có và là người đồng tính. Không ai biết anh là con của một công tử nhà giàu nên anh luôn bị coi thường. Một ngày nọ, người bạn trai lâu năm của anh đã bỏ anh và sau đó anh gặp một ngôi sao điện ảnh nổi tiếng là Mạc Hiểu Nam (Hướng Hải Lam), luôn tự cao và không bao giờ trân trọng bất cứ điều gì, đặc biệt là tình yêu và sự quan tâm đối với mọi người ngoại trừ bản thân cô. Sau khi Nam và Huy gặp nhau, ban đầu họ không thích nhau và luôn gây gổ với nhau nhưng sau một thời gian Nam phát hiện ra anh ấy là người đồng tính và cuối cùng đã yêu anh ấy vì những bài giảng hợp lý và những tuyên bố của anh ấy về việc trân trọng những gì trước mặt bạn.
Nam có thai với anh trai của Huy từ một mối quan hệ trong quá khứ. Huy cũng yêu cô và muốn giúp cô nuôi con cho đến khi anh phát hiện ra mình mắc bệnh ung thư não. Huy không muốn trở thành gánh nặng cho họ nên đã chối bỏ tình yêu của mình dành cho cô ấy. Cái kết của bộ phim này thật bất ngờ và một cái kết không ai có thể ngờ tới.

## Dàn diễn viên chính
- Phương Trung Tín (方中信) trong vai Vy Phúc Vinh 韋福榮
- Xa Thi Mạn (佘詩曼) trong vai Quan Tử Kỳ 關子琪
- Tiền Gia Lạc (錢嘉樂) trong vai Trần Bính Cơ 陳炳基
- Hướng Hải Lam (向海嵐) trong vai Mạc Hiểu Nam 莫曉男
- Tưởng Chí Quang (蔣志光) trong vai La Gia Huy 羅家輝
- Dương Tư Kỳ (楊思琦) trong vai Nguyễn Tiểu Mai 阮小梅